# Who Sent You?
Who Sent You? ist ein Jazzalbum der Formation Irreversible Entanglements. Die am 1. März 2019 in den Kawari Studios, Philadelphia entstandenen Aufnahmen erschienen am 20. März 2020 auf International Anthem. Es ist das zweite Album der Gruppe (nach ihrem gleichnamigen Debütalbum 2017).

## Hintergrund
Irreversible Entanglements wurde 2017 von der aus Philadelphia stammenden Dichterin und Sängerin Camae Ayewa alias Moor Mother mit Aquiles Navarro an der Trompete, Keir Neuringer am Saxophon, mit Luke Stewart am Bass und Tcheser Holmes als kollaborative Band gegründet. Ayewas Gedichte und Texte werden musikalisch gemeinsam umgesetzt. Ayewa komprimiert in ihrer Musik Hip-Hop-, Funk-, Industrial-, Elektronische- und Noise-Einflüsse und verarbeitet in ihren Texten „jahrhundertelange brutale Ungerechtigkeiten“. „Slaveship Punk“ nennt Camae Ayewa ihre Musik zur Zeit: „Die Texte der Sängerin von Irreversible Entanglements drehen sich um Sklaverei und die Befreiung davon, aber auch um die ungeminderte Diskriminierung von Afroamerikanern in den USA der Gegenwart“.
Die Wurzeln des zweiten Albums der Gruppe, Who Sent You?, werden in einem Aufsatz mit dem Titel „Time Pockets“ deutlich, den Ayewa für Space-Time Collapse Vol. II: Community Futurisms geschrieben hat. Die Ideen in der Zeitschrift, die dem Black Quantum Futurism (auch Afrofuturismus) gewidmet sind und Erkenntnisse von verschiedenen Künstlern und Aktivisten enthalten, korrelieren direkt mit vielen der auf dem Album untersuchten Ideen: Erhaltung der Gemeinschaft angesichts von Entrechtung, Gentrifizierung und systemischer Ungerechtigkeit. „Die Stimmen der Bewohner spiegeln und vibrieren alle die gleichen Gefühle“, schreibt sie. „Sie sagen: Wir werden von unzureichenden Bedingungen, schlechter Vermieterpolitik verdrängt, und es wird erwartet, dass wir dafür dankbar sind.“
„Stay on it, don’t give up“ (deutsch Bleib dran, gib nicht auf) sind die ersten Worte von Camae Ayewa alias Moor Mother im Eröffnungsstück. „The Code Noir / Anima“ heißt das folgende Lied nach dem berüchtigten Dekret Code Noir, der unter der Herrschaft Ludwigs XIV. veröffentlicht wurde und von 1685 bis 1848 (in den Kolonien Frankreichs) die unmenschliche Behandlung der Sklaven regelte. Vor dem Hintergrund dieses Textes entwickelt Moor Mother folgende Fragen: „Wie lange wird es dauern, bis die Afroamerikaner genug haben? Wie lange werden sie so behandelt, wie sie so lange behandelt wurden? Wann werden sie revoltieren?“

## Titelliste
- Irreversible Entanglements: Who Sent You?

1. The Code Noir / Amina 7:30
2. Who Sent You – Ritual 14:45
3. No Más 7:58
4. Blues Ideology 8:22
5. Bread Out of Stone 4:48

Den Text schrieb Camae Ayewa. Die Musik komponierten Keir Neuringer, Aquiles Navarro, Luke Stewart und Tcheser Holmes; Amina ist eine Komposition von Keir Neuringer, No Más von Aquiles Navarro.

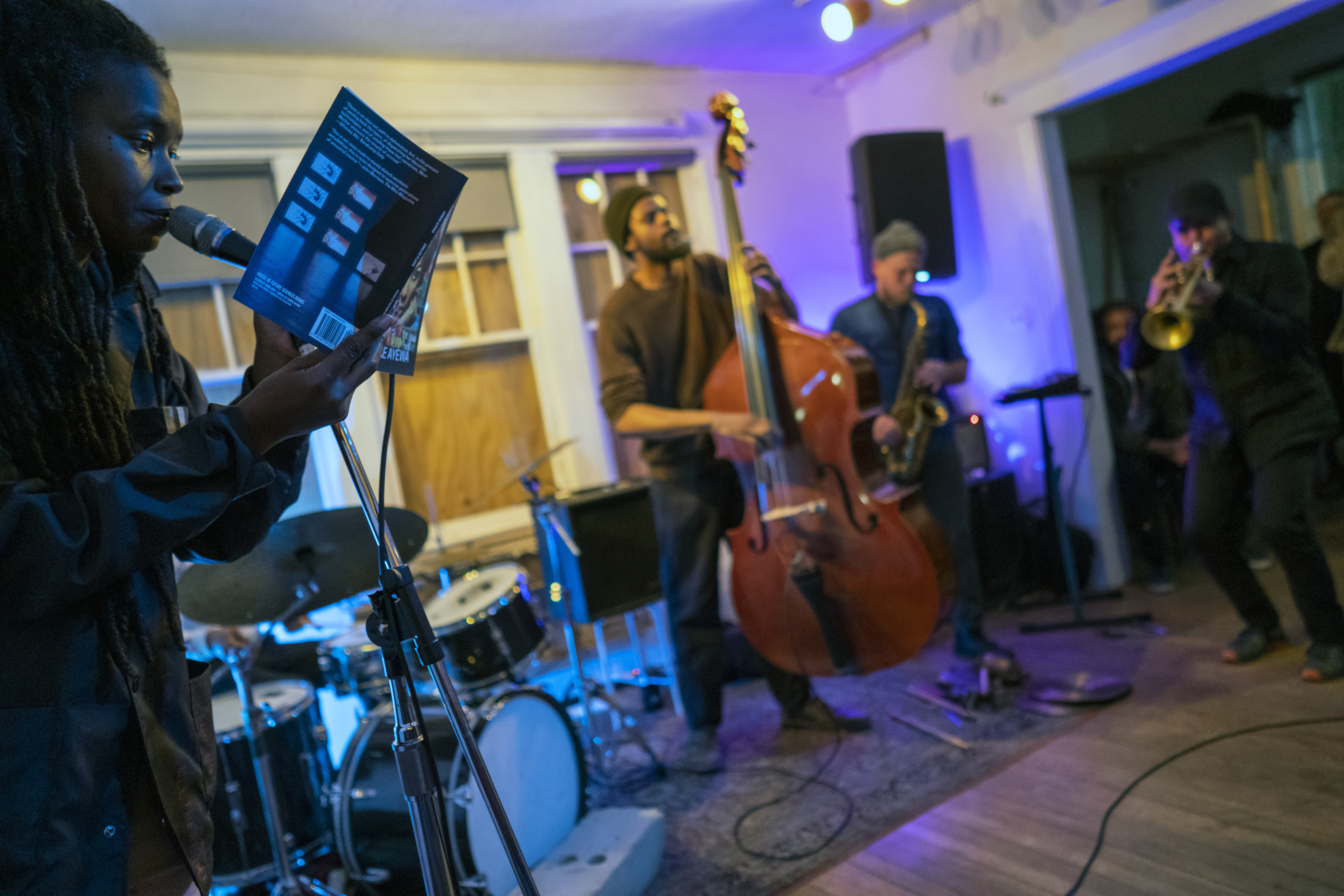
Irreversible Entanglements (2020)

## Rezeption
Nach Ansicht von John Chacona (All About Jazz) zählt Who Sent You? zu den besten Jazzalben des Jahres. Steve Futterman meinte im New Yorker, Moor Mothers in der Poesie zum Ausdruck gebrachter gerechter Zorn stehe in der Tradition von Amiri Barakas „Black Dada Nihilismus“, einem Stück aus dem Debüt-Album des New York Art Quartet von 1964. Amerika, egal zu welcher Zeit, leide nie unter einem Mangel an gesellschaftlicher Empörung, um Dichter zu inspirieren, und Moor Mother habe viel zu sagen. Sie dominiere das Album mit ihren Beobachtungen zur Rassendiskriminierung und verwebe ihre Worte zwischen den aufregenden Rhythmen von Stewart und Holmes sowie den spärlichen, aber spitzen melodischen Linien von Neuringer und Navarro. Ihre Stärke liegt jedoch in ihrer Zurückhaltung; sie beeindrucke größtenteils mit ihrer vertrackten Lyrik und nicht mit irgendeiner extreme Stimmkraft.
Frank Sawatzki (Musik Express) meint, das Album rufe Erinnerungen an die „unbegrenzten Möglichkeiten“ hervor, die Künstlern schwarzer Hautfarbe offenstehen, sowohl im Rückgriff auf die reiche Jazz-Historie als auch in deren Erweiterung durch junge Narrative der Hoffnung und Konfrontation. „Irreversible Entanglements verkörpern buchstäblich die Optionen der Bewegung in ihrer Verpunkung von Jazz, in diesem Soundraum fliegen die Melodien in Fetzen, es gibt kein Weitermachen wie bisher mehr.“
Martin Schray ist in seiner Besprechung von Who Sent You? der Ansicht, das Album zeige in der Wahl der Musik, das auch der Free Jazz heutzutage eine Funktion habe; wenn die Probleme der Afroamerikaner in der heutigen Gesellschaft denen in den 1960er-Jahren ähnlich seien, wäre es legitim, auf die Musik dieser Zeit zurückzugreifen. Einerseits erinnere die Band an das Ornette Coleman Quartet – insbesondere die Musik des Albums Ornette! (1962). „No Más“ beginnt mit einer einfachen Phrase aus Trompete und Altsaxophon, in der Keir Neuringer und Aquiles Navarro manchmal wechseln und manchmal im Einklang spielen, was die Geister von Ornette Coleman und Don Cherry hervorrufe. Auf der anderen Seite bezöge sich die Band in ihrem Titel „Who Sent You - Ritual“, der mit einem freien Höhepunkt beginnt, auf „When The Sun Comes Out“ (1963) und „The Magic City“ (1965) vom Sun Ra Arkestra. Die Musiker bewiesen damit, dass sie in einem Kontext operieren, der an eine Tradition anknüpfe.

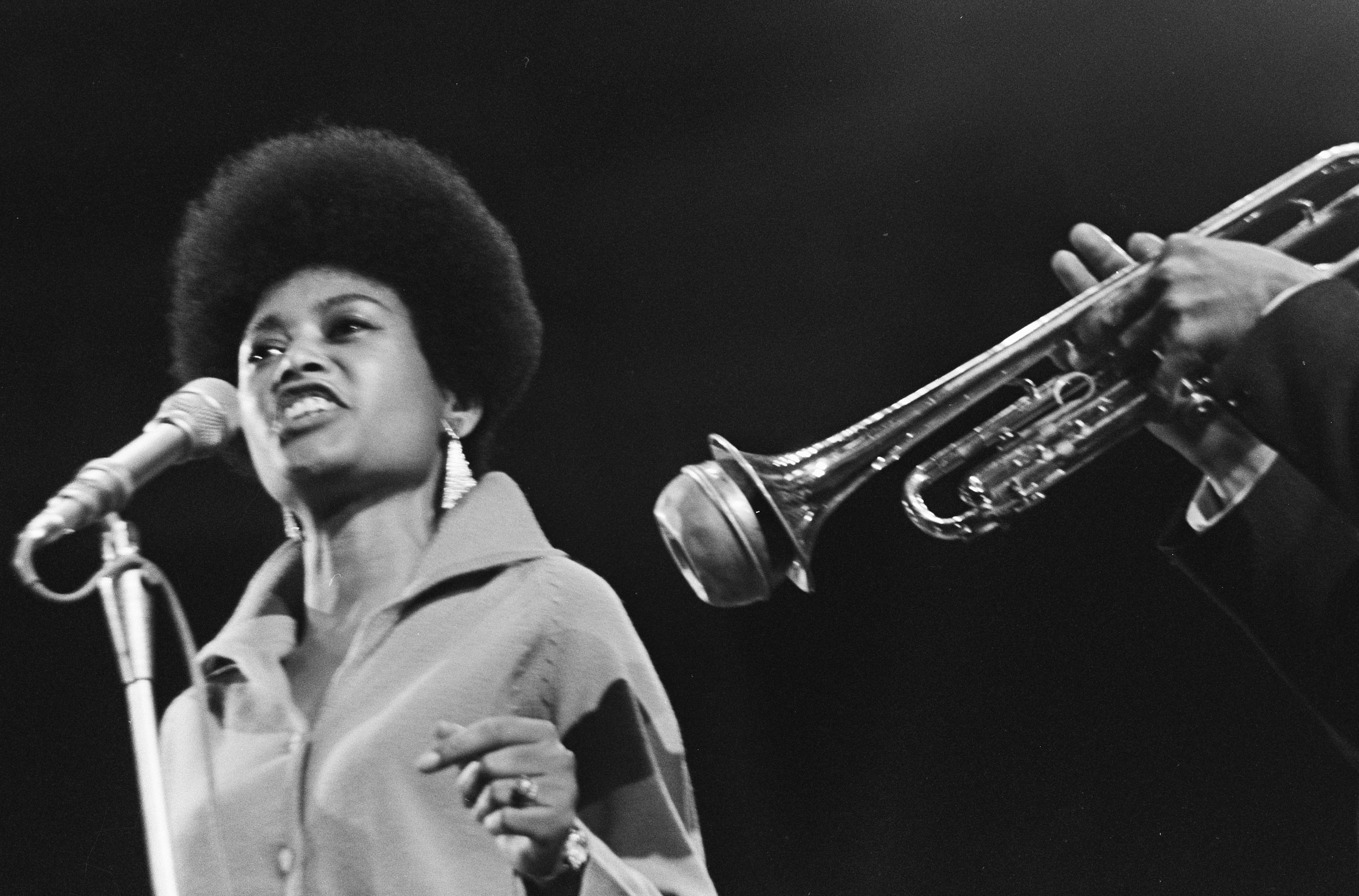
Abbey Lincoln (1966)

Das ganze Album sei ein Traum der Erlösung vom Rassismus, schrieb Schray weiter, es sei der Traum vom „Afrofuturismus“, aber es gehe auch darum, die Entfremdung in der US-Gesellschaft aufzudecken („at what point do we call each other ‚other‘“). Es ist der offensichtlichste Hinweis auf Sun Ra zu diesem Zeitpunkt, aber dies ist nur die experimentelle Seite dieser Tradition, die andere ist Max Roachs und Abbey Lincolns „Triptych: Prayer, Protest, Peace“ (auf We Insist! Freedom Now Suite, 1960) und Charles Mingus’ „Free Cell Block F, 'Tis Nazi USA“ (auf Changes Two, 1975). Irreversible Entanglements, hofft Schray in der Rezension für seinen Free Jazz Blog, könnten mit ihrer Musik ein jüngeres Publikum erreichen und dessen Ohren für Free Jazz öffnen (nicht nur dank der Tatsache, dass sie eine unglaublich dicht spielende Band sind), da die Entschlossenheit von Ayewas Stimme auch an die Last Poets erinnere, besonders am Ende von „Who Sent You – Ritual“ und „Bread Out of Stone“. Hier werde die Musik hauptsächlich von Schlagzeug, Bass und Gesang getragen und bilde eine Brücke zum Hip-Hop.
Nach Ansicht von Andy Beta, der das Album in Pitchfork rezensierte, hat sich Ayewas Herangehensweise als Mitglied des Jazzensembles Irreversible Entanglements verändert; „in der Ausdehnung des Formats weiß sie, dass sie die gleichen dringenden Informationen in einem viel langsameren Tempo übermitteln kann, sodass die Gruppe […] sie an neue Orte bringen kann. Sie wählt ihre Stellen in der Musik entsprechend aus und unterstreicht jede der fünf ausgedehnten Kompositionen des Albums.“ Das vielleicht bemerkenswerteste Merkmal der Gruppe sei, so der Autor, dass Wut zwar allgegenwärtig ist, diese jedoch gemildert, die Musik fokussiert und kontrolliert werde. Die kreischenden, schlagenden Eigenschaften des Free Jazz würden oft als ungezügelte Wut interpretiert, die wie in den Höhen der Bürgerrechtsära und in den innerstädtischen Unruhen zunehme. Und während Irreversible Entanglements auf diese Tradition zurückgreife, ahme die Band nicht nur eine ältere Version des Jazz nach. Sie bringen es jetzt in Schwingung und betone es als rituelle Musik, ähnlich wie Ayewas andere Vorlieben, wie Gospel und Blues. Es vermittelt die ganze Dringlichkeit ihrer rohen, früheren Arbeit jetzt über einen größeren Blickwinkel, zeitlich ungebunden und doch ganz in der Gegenwart.
Andrew Forell schrieb in Dusted, das Album habe sowohl lyrisch als auch musikalisch eine außergewöhnliche Aussage. Es umfasse „Geschichte, Politik, Religion, Gewalt und vor allem, wie Machtstrukturen alle einschließen, sowohl die Unterdrückten als auch die Unterdrücker verändern und uns alle mit Lügen, Mitschuld, Täuschung und Selbstzensur belasten. Ayewa konstruiert ihre Gedichte wie eine erfahrene Diagnostikerin, die sich der Interkonnektivität und der gegenseitigen Abhängigkeit – der irreversiblen Verstrickungen, wenn Sie so wollen – bewusst ist, die erforderlich sind, um Institutionen aufrechtzuerhalten, die für die Wenigen konzipiert und betrieben werden. Die Musiker schöpfen aus Free Jazz, Afro-Beat, Trauermärschen, Blues und vielem mehr, um einen Sound zu produzieren, der so heftig, bewusst, intelligent und herausfordernd ist wie die [gesprochenen] Worte“.

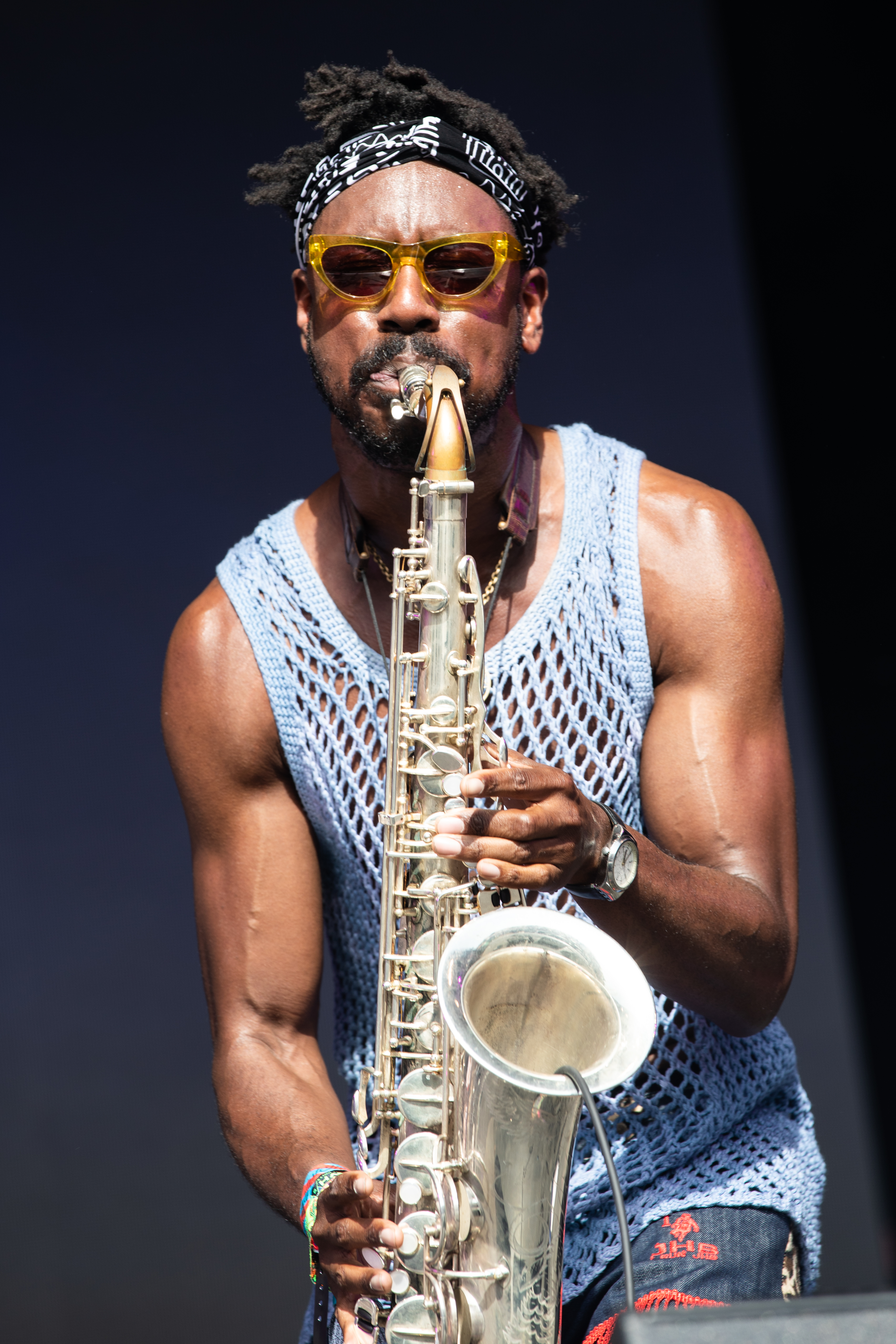
Shabaka Hutchings (2019)

Jan Paersch schrieb für Kultur News, das Quintett aus Chicago beschreite auf seinem zweiten Album „weiter den musikalischen Pfad, den Kamasi Washington und Shabaka Hutchings angefangen haben, in den Dschungel des Couchpotato-Jazz zu schlagen.“ Inhaltlich sei Who sent you? noch radikaler als das Vorgängeralbum und knüpfe an die Gedichte und Manifeste großer afroamerikanischer Poeten an. „Politische Musik darf wehtun, zumal, wenn sie mit solch überzeugender Dringlichkeit vorgetragen wird,“ lobt der Autor, ohne die Frage zu stellen, wieweit die mögliche politische Funktion hier auf die Musik zurückzuführen ist oder erst auf die Synthese von Lyrik(vortrag) und Musik. Er ist sogar der Ansicht: „Wenn Sun Ra sich mit Anti-Flag zusammengetan hätte: Es wäre Irreversible Entanglements dabei herausgekommen.“
Zoe Camp meint in Daily Bandcamp, Irreversible Entanglements bauten ihre musikalisch-textliche Darbietung auf dem Album als „Befreiungstechnologie“ auf, um einen Terminus von Ayewa zu übernehmen – aber letztendlich liege es an uns, diese Maschine zum Laufen zu bringen. Andrian Kreye (Süddeutsche Zeitung) meinte: „Nicht einmal der Hip-Hop brachte die Wut der "Black Lives Matter"-Generation so heftig auf den Punkt wie das Kollektiv der Lyrikerin Moor Mother aus Philadelphia.“ Who Sent You? ist für ihn eines der wichtigen Jazzalben des Jahres.
Nach Ansicht von Chris DeVille sind Irreversible Entanglements in den Momenten am besten, wenn Aweya ein Generationen-Trauma in lebhafte Ermahnungen umwandele und ihre Bandkollegen die Realität spontan zu revidieren scheinen. Das Album biete gelegentliche Rückzüge in die Ruhe, die es den Hörern ermöglichen, wieder zu Atem zu kommen, „aber in seinen aufregendsten Passagen rast die Band vorwärts, strotzt vor Dringlichkeit, kollidiert und verbrennt, geht aber nie ganz aus der Bahn. Es ist das Geräusch des menschlichen Lebens, das durch Turbulenzen rücksichtslos voranschreitet - ausweichen, schwenken, in Echtzeit neu berechnen und dann wieder in die Zukunft fliegen.“
Jeff Terich schrieb in Treble, das letzte Stück des Albums, „Bread Out of Stone“, sei eine grundlegende Aussage über Hoffnung und Überleben, darüber, wie sich vergangene Generationen in Krisenzeiten geschlagen haben, aber entgegen den rhythmischen Wiederholungen deutet es auf die Fähigkeit der Gruppe hin, mit Hilfe von Improvisation Magie zu entfalten. Das an sich sei schon inspirierend und obwohl die Musik von Irreversible Entanglements Spannung und scharfe Gesellschaftskritik enthalte, gebe es auch Freude. Es geht nicht nur darum zu wissen, wohin man seine Frustration lenken soll, sondern auch darum, wie wichtig das Feiern ist.
Andy Kellman verlieh dem Album in Allmusic vier Sterne und meinte, nicht alles auf dem Album sei Ausdruck von Wut und Verachtung; so sei das abschließende „Bread Out of Stone“ ruhig und meditativ, wenn auch keineswegs flüchtig. Herausragend sei vor allem „No Más“; Holmes und Stewart gerieten in einen kompliziert verknoteten Funk-Groove, die Komponisten A. Navarro und Neuringer strahlten mit einem gemeinsamen Gefühl der Befreiung, und Ayewa spreche von „Unendlichen Möglichkeiten, die zurückkommen - ich weiß, wir sind mehr als Kreise.“ Dies sei „erhebend, sogar lebensbejahend“, resümiert Kellman.